# Dragon Quest IX: Sentinels of the Starry Skies
Dragon Quest IX: Sentinels of the Starry Skies (ドラゴンクエストIX 星空の守り人, Doragon Kuesuto Nain Hoshizora no Mamoribito) é um jogo eletrônico de RPG desenvolvido pela Level-5 e publicado pela Square Enix no Oriente em 2009 e pela Nintendo no Ocidente no ano seguinte, para o Nintendo DS.
Dragon Quest IX introduziu um modo multijogador local para a série, assim como uma compatibilidade limita com a Nintendo Wi-Fi Connection.